# Glomeridella friulana
Glomeridella friulana är en mångfotingart som beskrevs av Pius Strasser 1937. Glomeridella friulana ingår i släktet Glomeridella och familjen Glomeridellidae. Inga underarter finns listade i Catalogue of Life.